# Goldberg-Tarjan-Algorithmus
Der Goldberg-Tarjan-Algorithmus, auch Push-Relabel-Algorithmus genannt, ist ein Algorithmus aus der Graphentheorie zur Berechnung eines maximalen Flusses in einem Netzwerk. Er wurde von Andrew Goldberg und Robert Endre Tarjan entwickelt und 1988 publiziert.

## Der Algorithmus
Im Folgenden bezeichnet im Netzwerk {\displaystyle (G,u,s,t)} {\displaystyle G} den gerichteten Graphen, {\displaystyle u\colon E(G)\rightarrow \mathbb {R} _{+}} die Kapazitätsfunktion (wobei {\displaystyle u(e)} die Kapazität einer Kante {\displaystyle e} angibt), {\displaystyle s} den Knoten, von dem der Fluss startet, und {\displaystyle t} den Zielknoten des Flusses. {\displaystyle V(G)} bezeichnet die Knotenmenge des Graphen {\displaystyle G}, {\displaystyle E(G)} die Kantenmenge und {\displaystyle \delta ^{+}(v)} die Menge der Kanten, die den Knoten {\displaystyle v} verlassen.
Der Algorithmus berechnet einen maximalen s-t-Fluss, indem er einen s-t-Präfluss {\displaystyle f} so lange modifiziert, bis er ein s-t-Fluss ist. Tritt dies ein, ist der erhaltene s-t-Fluss auch maximal. Der Algorithmus arbeitet des Weiteren mit einer Distanzmarkierung, d. h. mit einer Funktion {\displaystyle \psi \colon V(G)\rightarrow \mathbb {N} _{0}} mit {\displaystyle \psi (s)=|V(G)|}, {\displaystyle \psi (t)=0} und für alle Kanten {\displaystyle e=(v,w)\in G_{f}:\ \psi (v)\leq \psi (w)+1}. Eine Kante {\displaystyle (v,w)\in E(G_{f})} des Residualgraphen {\displaystyle G_{f}} heißt erlaubt, wenn sie {\displaystyle \psi (v)=\psi (w)+1} erfüllt.
Der Algorithmus arbeitet wie folgt:
1. Setze für alle Kanten {\displaystyle e\in \delta ^{+}(s)}: {\displaystyle f(e):=u(e)}, und für alle anderen Kanten {\displaystyle e}: {\displaystyle f(e):=0}.
2. Setze {\displaystyle \psi (s):=|V(G)|} und für alle anderen Knoten {\displaystyle v}: {\displaystyle \psi (v):=0}.
3. Solange es einen aktiven Knoten {\displaystyle v\in V(G)} gibt (d. h. einen Knoten {\displaystyle v\in V(G)\setminus \{s,t\}}, auf dem mehr Fluss ankommt als abfließt), wähle so einen Knoten {\displaystyle v} und führe aus:
Wenn im Residualgraphen {\displaystyle G_{f}} keine erlaubte Kante den Knoten {\displaystyle v} verlässt, setze {\displaystyle \psi (v):=\min\{\psi (w)+1\mid \exists e\in E(G_{f}):e=(v,w)\}}
Ansonsten augmentiere {\displaystyle f} entlang einer erlaubten Kante {\displaystyle e}, die {\displaystyle v} verlässt (d. h.: Falls {\displaystyle e\in E(G)} ist, setze {\displaystyle f(e):=f(e)+\min\{u_{f}(e),\operatorname {ex} (v)\}}; andernfalls ist {\displaystyle e\in E(G_{f})\setminus E(G)}, und somit {\displaystyle e={\overleftarrow {g}}} Rückkante einer Kante {\displaystyle g\in E(G)}, dann setze {\displaystyle f(g):=f(g)-\min\{u_{f}(e),\operatorname {ex} (v)\}}. Hierbei bezeichnen {\displaystyle u_{f}} die Residualkapazitäten und {\displaystyle \operatorname {ex} (v)} den Überschuss am Knoten {\displaystyle v}, also die Differenz des an {\displaystyle v} ankommenden und des abfließenden Flusses.).

Eine Modifikation des Flusses {\displaystyle f} in Schritt 3 wird auch „Push“ genannt, eine Modifikation der Distanzmarkierung {\displaystyle \psi } „Relabel“. Daher rührt der Name Push-Relabel-Algorithmus.
Am Ende ist {\displaystyle f} ein maximaler s-t-Fluss. Denn zu jedem Zeitpunkt ist der Knoten {\displaystyle s} die einzige Quelle und der Algorithmus hält erst an, wenn der Knoten {\displaystyle t} die einzige Senke ist. Da {\displaystyle \psi } stets eine Distanzmarkierung bleibt und damit die oben beschriebenen Eigenschaften erfüllt, ist gewährleistet, dass im Residualgraphen {\displaystyle G_{f}} der Knoten {\displaystyle t} niemals von der Quelle {\displaystyle s} aus erreichbar ist. Damit ist sichergestellt, dass der vom Algorithmus berechnete s-t-Fluss tatsächlich ein maximaler s-t-Fluss ist.

## Laufzeit
So allgemein wie oben angegeben hat der Algorithmus eine Laufzeit von {\displaystyle {\mathcal {O}}(|V(G)|^{2}\ |E(G)|)}.
Wählt man in Schritt 3 des Algorithmus immer einen aktiven Knoten {\displaystyle v}, für den unter allen aktiven Knoten die Distanzmarkierung {\displaystyle \psi } maximalen Wert hat (also ein {\displaystyle v} mit {\displaystyle \psi (v)=\max\{\psi (x)\mid x{\text{ ist aktiver Knoten}}\}}), lässt sich eine Laufzeit von {\displaystyle {\mathcal {O}}(|V(G)|^{2}{\sqrt {|E(G)|}})} beweisen. Bei der Implementierung erfordert dies jedoch, dass für jeden Wert {\displaystyle i} von {\displaystyle 0} bis {\displaystyle 2{\mathopen {|}}V(G){\mathclose {|}}-2} jeweils eine Liste aller aktiven Knoten {\displaystyle v} mit {\displaystyle \psi (v)=i} geführt wird (also für jeden Wert, den {\displaystyle \psi } theoretisch annehmen kann), zusätzlich muss das jeweils aktuelle Maximum von {\displaystyle \psi } auf der Menge der aktiven Knoten nachgehalten werden. Dies ist erforderlich, damit in jedem Durchlauf der Schleife ein aktiver Knoten {\displaystyle v} mit maximalen {\displaystyle \psi (v)} ohne Laufzeitverlust gewählt werden kann.
Mit ausgeklügelteren Implementierungen lassen sich auch Laufzeiten von
{\displaystyle {\mathcal {O}}(|V(G)|\ |E(G)|\ \log _{2+{\frac {|E(G)|}{|V(G)|\log(|V(G)|)}}}(|V(G)|))}
und
{\displaystyle {\mathcal {O}}(\min\{{\sqrt {|E(G)|}},{\sqrt[{3}]{|V(G)|^{2}}}\}\ |E(G)|\ \log \left({\frac {|V(G)|^{2}}{|E(G)|}}\right)\ \log(u_{\max }))}
erreichen. Hierbei bezeichnet {\displaystyle u_{\max }} den maximalen Wert der Kapazitätsfunktion {\displaystyle u}.